# Mischocyttarus interruptus
Mischocyttarus interruptus är en getingart som beskrevs av Richards 1978. Mischocyttarus interruptus ingår i släktet Mischocyttarus och familjen getingar. Inga underarter finns listade i Catalogue of Life.